# Lesbofòbia. Un documental i deu respostes
Lesbofòbia. Un documental i deu respostes és un documental estrenat al 2019 sota la direcció de Inés Tarradellas, música de Akelarre, fotografia d'Alba Cros i la producció de Creación Positiva. A través de 10 testimonis es construeix una narrativa coral de denúncia i visibilització, amb l’objectiu de reflexionar i donar respostes, tot convidant a prendre consciència de l’impacte de la lesbofòbia en intersecció amb altres violències.
Amb Akelarre, Anne-Cath, Berta Frigola Solé, Brigitte Vasallo, Clara Peya, Claudia Fuentes Brito, Dolores Pulido León, Heidi Ramírez, Laura Freijo Justo i Marta Rodríguez Ayuso.